# Toulis-et-Attencourt
Toulis-et-Attencourt település Franciaországban, Aisne megyében. Lakosainak száma 112 fő (2022. január 1.). Toulis-et-Attencourt Autremencourt, Froidmont-Cohartille, Grandlup-et-Fay, Vesles-et-Caumont és Voyenne községekkel határos.

## Népesség
A település népessége az elmúlt években az alábbi módon változott:
| Lakosok száma | 215  | 151  | 137  | 126  | 133  | 128  | 128  | 121  | 117  | 112  |
|               | 1968 | 1982 | 1990 | 2006 | 2013 | 2015 | 2017 | 2019 | 2020 | 2022 |